# تموغه (تموغه سقز)
قرية تموغه (بالكردية: تەمۆغە) هي إحدى القرى التابعة لـتموغه في ريف قسم مركزي من مقاطعة سقز، في محافظة كردستان الإيرانية.

## السكان
حسب إحصاءات سنة 2006، بلغ إجمالي السكان في تموغه 527 نسمة وعدد المساكن 108 مسكن. لغة سكان تموغه هي اللغة الكردية و هم من أهل السنة والجماعة والمذهب الشافعي.